# Филосемитизъм
Филосемитизмът е общо наименование на интереса и уважението към еврейския народ и култура и техния принос към историята на човечеството. Сред ранните представители на филосемитизма е германският философ Фридрих Ницше (1844-1900), който се определя като „анти-антисемит“.